# فانتوم (فلم هندي)
فانتوم (بالإنجليزية: "Phantom")، و(بالعربية: الشبح) ويعرف أيضا باسم (بالإنجليزية: "Daniyal Khan")، (بالعربية:"دانيال خان") فيلم هندي درامي ومكافحة الإرهاب عن أحداث مومباي 26/11 من إخراج كبير خان، ومن إنتاج ساجد ناديادوالا. والنجوم سيف علي خان وكاترينا كيفوفوزي منسي في أدوار البطولة.

## البطولة
- سيف علي خان
- كاترينا كيف

```
فوزي منسي
```

## الإنتاج

### البطولة
سيف علي خان وكاترينا كيف وفوزي منسي اختيرا للأدوار الأساسية، كعملاء سريين. كاترينا ستجتمع ثانية مع المخرج كبير خان بعد أن ضربوا شباك التذاكر في نيويورك وايك تا تايغر. وتعلم سيف علي خان اللغة الكردية لدوره في الفيلم.

### التصوير
بدأ التصوير في 20 أكتوبر 2013 في بيروت، لبنان. بسبب الاضطراب السياسي الاخير في الدولة، وتوفير الأمن للطاقم. وبعد أيام قليلة من التصوير، وقع حادث في الموقع، عندما جرحا اثنان من الفنانين بعد أن صدمته سيارة. كما سيتم التصوير في دول أخرى مثل تركيا.

## وصلات خارجية
- مقالات تستعمل روابط فنية بلا صلة مع ويكي بيانات

1. ↑  "Phantom review: Katrina-Saif's bad acting will bore you to death". Hindustantimes.com. مؤرشف من الأصل في 2015-09-15. اطلع عليه بتاريخ 2015-08-31.
2. ↑  Times of India. TOI.com Retrieved on 29 August 2015. نسخة محفوظة 11 أكتوبر 2017 على موقع واي باك مشين.
3. ↑  "T-Series has acquired the music rights of Phantom". Bollywood Trade. 26 سبتمبر 2014. مؤرشف من الأصل في 2015-06-26. اطلع عليه بتاريخ 2015-06-12.